# Amegilla talaris
Amegilla talaris är en biart som först beskrevs av Pérez 1895.  Amegilla talaris ingår i släktet Amegilla och familjen långtungebin. Inga underarter finns listade i Catalogue of Life.